# Simyra argentea
Simyra argentea là một loài bướm đêm trong họ Noctuidae.